# Window manager
En window manager er et program i et operativsystem der har til formål at holde styr på de andre programmers vinduer. De fleste operativsystemer har en eller anden form for window manager, men der er stor forskel på hvilke funktioner de har og hvordan de opfører sig. Nogle window managere er minimalistiske og udelader alt som kan minde om dekorationer på vinduerne, et godt eksempel er Ratpoison, hvor det ikke findes noget overflødigt; mens andre også har som mål at det skal være pænt at se på skærmen. På nogle systemer som f.eks. Microsoft Windows, findes kun en window manager som ikke kan byttes ud, mens der på andre operativsystemer som f.eks. Unix (og lignende) findes flere hundrede med hver sine specialer som man kan vælge imellem.
Det er vigtigt at skelne mellem window managere og skrivebordsmiljøer.
En window manager, eller på dansk vinduesystem, er et stykke software som håndterer placeringen af vinduer i en grafisk brugergrænseflade, som de er kendt fra gængse styresystemer. Vinduesystemer er mest udbredt på Unix-baserede styresystemer som Linux og BSD, da man i styresystemerne Microsoft Windows og Mac OS har ét vinduesystem som følger med systemet og som sjældent erstattes.
Mange vinduesystemer understøtter ikonbjælker og/eller en form for skrivebordsmiljø hvor man kan trykke på ikoner. Det er typisk at et vinduesystem også har til opgave at åbne, lukke, flytte, minimere, maskimere og generelt holde styr på tilgængelige vinduer. Nogle vinduesystemer sætter desuden rammer og knapper på vinduerne og fordeler/grupperer vinduerne på forskellige måder.
Inden for Open Source skelner man mellem vinduesystemer (window managers) og skrivebordsmiljøer (desktop environment), selvom mange ansvarsopgaver overlapper de to slags software. Den praktiske forskel mellem de to er typisk at et skrivebordsmiljø påtager sig flere opgaver og inkluderer, blandt andre ting, et vinduesystem. Det betyder ikke at man ikke kan nøjes med software som er karakteriseret som vinduesystemer.

## Liste over Open Source XWindow Managers
- Xmonad, en tiling window manager i Haskell som kan styres med tastaturet alene.
- Afterstep
- Blackbox
- Compiz (og Beryl, en fork af Compiz)
- Enlightenment
- evilwm (ultraminimalistisk, ingen vinduedekorationer)
- Fluxbox (letvægts WM)
- FVWM
- IceWM
- Kwin (tidligere KWM. Standard WM for KDE)
- Metacity (standard WM for GNOME siden version 2.2, ikke så konfigurerbar som Sawfish)
- Openbox
- Ratpoison, en minimalistisk tiling window manager, som kan styres med tastatuet alene.
- Sawfish (tidligere Sawmill, tidligere WM for GNOME, meget konfigurerbar)
- twm (simpel, følger med X.org serveren)
- Window Maker
- Xfwm (standard WM i Xfce)

Listen er ikke fuldendt.